# Atopochilus
Atopochilus (Gr.: „atopos“ = absurd + „cheilos“ = Lippe) ist eine Gattung der afrikanischen Welsfamilie Mochokidae. Von den sieben Arten der Gattung kommen fünf im Kongobecken vor, eine weitere lebt in Gabun und im südlichen Kamerun und die siebte im Einzugsgebiet des Wami im Osten Tansanias. Atopochilus ist nah mit der Gattung Euchilichthys verwandt.

## Merkmale
Atopochilus-Arten haben einen mäßig langgestreckten, an das Leben in Stromschnellen und schnell fließenden Gewässern angepassten Körper und werden 6 bis 14 cm lang. Wie alle Arten der Unterfamilie Chiloglanidinae besitzen sie ein Saugmaul, das aus den modifizierten Lippen gebildet wird. Dazu gehören eine sehr große Maxillare, nur lose miteinander verbundene Zahnplatten auf der Prämaxillare und die Einbeziehung der äußeren unteren Barteln in das Saugmaul. Die Unterkieferzähne stehen gleichmäßig in einer geraden Reihe. Die Poren des sensorischen Systems am Unterkiefer sind bei Atopochilus zu zwei auf jeder Seite reduziert. Der vordere Rand des Bauchflossenstrahls ist ungesägt, die Hinterkante ist gesägt, bei Atopochilus savorgnani stark gesägt. Die meisten Atopochilus-Arten haben nur fünf oder sechs flexible Flossenstrahlen in der Rückenflosse, Atopochilus savorgnani hat sieben, wie die meisten anderen Mochokidae.

## Arten
- Atopochilus chabanaudi Pellegrin, 1938
- Atopochilus christyi Boulenger, 1920
- Atopochilus macrocephalus Boulenger, 1906
- Atopochilus mandevillei Poll, 1959
- Atopochilus pachychilus Pellegrin, 1924
- Atopochilus savorgnani Sauvage, 1879
- Atopochilus vogti Pellegrin, 1922